# قبيع
قبيع هي إحدى القرى اللبنانية من قرى قضاء بعبدا في محافظة جبل لبنان.

## تاريخ
تدل الآثار على ان قبّيع قد عرفت الإسكان منذ زمن بعيد. فلقد وُجدت فيها حجارة ابنية قديمة في منطقة تعرف بالخريبات. كما وجدت في قبّيع نقود رومانية تدل على ان القرية القديمة كانت لا تزال عامرة بالسكان في عهد الرومان
وإذا كانت المعاجم لا تحمل معنىً لكلمة «قبّيع»، غير ان تفسير الاسم يختلف بين المدوّن في سجلات التاريخ والراسخ في الذاكرة الشعبية لأبناء البلدة. ففي التفسير التاريخي، ان اسم «قبّيع» ساميٌّ قديم، ومعناه «الراسخ والثابت والمتمكّن». أما التفسير الشعبي، فينطلق من فعل «قَبَعَ» باللهجة العامية اللبنانية، والذي يعني نزع الشيء أو سلخه عن أساسه
وفي الستينيات من القرن الماضي بنى بعض اهالي قبّيع منازل في اعالي جبل قبّيع، في مناطق تدعى رأس الموصلة ورأس القعقور. وكانت تلك الأراضي مخصصة للزراعة، فظلّت البيوت فيها متفرّقة وسط مساحات الأراضي الشاسعة. ولم يتعدّ حجم كل منها الغرفتيْن وبعضها يتألف من غرفة واحدة. ويحكى ان تلك المنازل شهدت أروع حفلات عصر العنب، حيث كان السكان يتجمّعون من كل عائلة للتعاون في عصر العنب وصناعة الدبس، وسط احتفالات عفويّة لا تحمل نفوس بني اليوم أثراً لها سوى في سجلات التاريخ والذاكرة الشعبية.
تاريخ عائلات قبّيع: نشأت قبيع، في اواخر القرن السادس عشر، على يد مجموعة من الاسر الدرزية، وهي زين الدين، عساف، بو فخر الدين، وطربيه، وحمدان. وفي اواخر القرن التاسع عشر قدم إليها بنو زيتوني من عين دارة وبنو الاعور من قرنايل. وبعد أن أصبحت منطقة المتن الأعلى تحت سلطة اقطاع اللمعيين، على اثر معركة عين دارة في العام 1711، قدم إلى قبّيع من العائلات المسيحية بنو يونس وبنو شحادة (موارنة)، وبنو نصرالله (أرثوذكس). وفي النصف الثاني من القرن التاسع عشر، قدم إلى القرية فرع من اسرة أبو الحسن من بتخنيه (دروز). وفي أوائل هذا القرن، قدم من فرع اسرة خداج من كفرمتى
ما بعد الحرب العالمية الأولى
تدلّ الإحصاءات على ان قبيع لم تفقد في الحرب ما فقدته سواها من عدد الأبناء. غير انها فقدت مركزها كقرية من قرى المتن الكبيرة، إذ كانت بلدات أخرى قد تخطتها عدداً ونموا، وان كان النمو قد دب فيها بعد منتصف القرن العشرين، بحيث ساعدت التجهيزات العامة على تقدمها سريعاً تعممت الكهرباء على قبيع عام 1947، وتأسست فيها مدرسة رسمية ابتدائية عام 1948. ومع هذا التكامل التجهيزي آنذاك، أخذ العمران بالنمو في البلدة، حتى اضحت، بموقعها القريب من مصيف محطة بحمدون، عامرة نامية، تستقبل عدداً وفيراً من المصطافين اللبنانيين والعرب. كما ساعدت مشاريع بلديتها في نموها، إذ تحققت لها الإنشاءات الكمالية الهامة. وكان قد تأسس لها مخفر الدرك في حوالي العام 1940
دخل قبّيع الأول من الاصطياف، ثم اليد العاملة، فالزراعة. وقد أُهملت الزراعة مؤخراً بالنسبة ذاتها التي نما فيها الاصطياف في البلدة
تاريخ قبيع البلدي والاختياري
تأسست أول بلدية في قبيع في العام 1954، وكان رئيسها أبو سجيع نجيب عباس الاعور، الذي كان يُعرف، قبل تزكيته لرئاسة المجلس البلدي بـ «شيخ الضيعة»، فكان مختارها لسنوات طويلة وقد عُرف بحكمته في إدارة شؤون البلدة والناس. استمر الاعور في رئاس البلدية حتى العام 1973
في العام 2004 انتخب القبّيعيون المهندس الدكتور زهير زين الدين رئيساً لبلديتهم، قبل أن يفوز رئيس البلدية الحالي الأستاذ أكرم الاعور بمنصب الرئاسة في الانتخابات الأخيرة في العام 2010
أما المقاعد الاختيارية، فقد توالى عليها بالتزكية كلّ من يوسف عباس زين الدين في العام 1954، قبلان زيتوني حوالي العام 1976، يوسف عبّاس بو فخر الدين في العام 1995
1. ↑  "معلومات عن بلدة قبيع - Qoubbeiaa، قضاء بعبدا في محافظة جبل لبنان، حسب لوائح الناخبين الرسمية الصادرة عن وزارة الداخلية اللبنانية لسنة ٢٠١٤". إعْرَفْ لبنان (بالإنجليزية). Retrieved 2024-02-09.